# 川島忠一
川島 忠一（かわしま ちゅういち、1946年12月28日 - 2009年12月4日）は日本の政治家。自由民主党所属の元東京都議会議員（7期）。元大島町議会議員（2期）。東京都議会議長（第40代）。東京都大島町出身。

## 経歴
玉川大学文学部教育学科中退後、1975年から8年間大島町議を務めた。
1981年(昭和56年)に第11回東京都議会議員選挙に無所属で立候補するが、無所属現職の峯元清次に敗れる。再度、1985年(昭和60年)の第12回東京都議会議員選挙に無所属で立候補し、2度目にして無所属現職の峯元清次に勝利し初当選を果たした（島部選挙区）。
1989年(平成元年)の第13回東京都議会議員選挙以降は自由民主党の公認候補者となる。初当選となる東京都議会選挙から7回連続当選。2005年には東京都議会議長を務め、東京都島部の発展に寄与した。
2009年12月4日、死去。